# Стецько Василь Іванович
Василь Іванович Стецько (Стецко) (20 квітня 1923, Стрілківці — грудень 1994, Тернопільська область) — український радянський діяч, голова кількох колгоспів Борщівського району, голова Борщівського райвиконкому Тернопільської області. Герой Соціалістичної Праці (26.02.1958). Депутат Верховної Ради УРСР 9-го скликання. Депутат Верховної Ради СРСР 6—8-го скликань.

## Життєпис
Народився 20 квітня 1923 року в селі Стрілцівцях (анексована Польщею ЗУНР, нині — Чортківського району Тернопільської области, Україна) в селянській родині. З 1941 року працював у господарстві батьків, був рахівником Борщівського комунального господарства Тернопільської області.
У 1944—1946 роках — служба в Радянській армії.
У 1946—1949 роках — робітник, завідувач бази, заступник директора Борщівського маслозаводу Тернопільської області. У 1949—1953 роках — директор Борщівського маслозаводу Тернопільської області.
Член КПРС з 1953 року.
У 1953—1958 роках — голова колгоспу імені Івана Франка Борщівського району Тернопільської області.
У 1958—1972 роках — голова колгоспу «Перемога» села Більче-Золоте Борщівського району Тернопільської області.
У 1962 році закінчив заочно Кам'янець-Подільський сільськогосподарський інститут Хмельницької області.
З 1972 року — голова виконавчого комітету Борщівської районної ради депутатів трудящих Тернопільської області.
З 1982 року — директор Борщівського тютюново-ферментаційного заводу Тернопільської області.
Потім — на пенсії.

## Нагороди
- Герой Соціалістичної Праці (26.02.1958)
- орден Леніна (26.02.1958)
- орден Жовтневої Революції
- орден Трудового Червоного Прапора
- медалі